# 橋口文藏

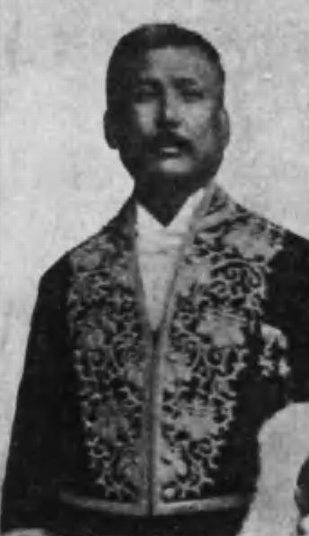
橋口文藏

橋口文藏（日语：／ Hashiguchi Bunzō；1853年7月6日—1903年8月10日），薩摩國出身，日本明治時代的官吏、實業家，歷任札幌農學校校長。

## 經歷
橋口文藏為薩摩國出身，是薩摩藩士橋口兼三的長子。
1872年（明治5年），入慶應義塾，畢業後被派往北海道，擔任北海道開拓使的勤務。
1879年（明治12年），作為官費留学生前往麻薩諸塞大學留學。
1881年（明治14年），返回日本，擔任農商務省奏任掛、少書記等職。之後，成為北海道廳理事官，並進行各種製糖的研究與技術普及。更著手於農場開發。歷任札幌農學校校長。
之後，又與根本正、藤田敏郎等人開始在墨西哥的太平洋沿岸視察。1894年（明治27年），在墨西哥探險。森鷗外稱其為「大膽そのものの人物」。
歸國後，進入台灣總督府殖産局。
1896年4月1日，橋口文藏正式接替田中綱常，於台灣台北地區擔任台北縣知事，管轄今台北縣市、宜蘭及基隆區域的行政事務。